# Rhinopias aphanes
Rhinopias aphanes är en fiskart som beskrevs av Eschmeyer 1973. Rhinopias aphanes ingår i släktet Rhinopias och familjen drakhuvudfiskar (Scorpaenidae). Inga underarter finns listade i Catalogue of Life.
Exemplaren blir ungefär 16 cm långa.
Denna fisk lever i sydvästra Stilla havet. Den hittas till exempel vid nordöstra Australien, Nya Guinea, Nya Kaledonien och vid Vanuatu. Arten vistas i korallrev eller vid mjuka havsbottnar. I vissa källor nämns felaktig att Rhinopias aphanes förekommer kring Japan. Arten dyker till ett djup av 30 meter.
För beståndet är inga hot kända. Hela populationen anses vara stor. IUCN listar arten som livskraftig (LC).